# Sekundærrute 425
De Sekundærrute 425 is een secundaire weg in Denemarken. De weg loopt van Kalvslund via Holsted en Vejen naar Billund. De Sekundærrute 425 loopt door Zuid-Denemarken en is ongeveer 47 kilometer lang.